# آرکانزاس سیتی (کانزاس)
آرکانزاس سیتی (به انگلیسی: Arkansas City) شهری در ایالت کانزاس کشور ایالات متحده آمریکا است که جمعیت آن در سرشماری سال ۲۰۱۰ میلادی، ۱۲٬۴۱۵ نفر بوده‌است.